# Jaime Sabines
Jaime Sabines (25. března 1925 Tuxtla Gutiérrez, Chiapas, Mexiko – 19. března 1999 Ciudad de México) byl chiapaský básník.
Byl znám díky Diario semanario y poemas en prosa (Týdenní deník a básně v próze), vydaném v roce 1961.